# Sorry to Bother You
Sorry to Bother You is een Amerikaanse komische sciencefictionfilm uit 2018, geschreven en geregisseerd door Boots Riley.

## Verhaal
In een parallel universum leeft Cassius Green (Lakeith Stanfield), een dertigjarige zwarte telemarketeer met een laag zelfbeeld die op een dag een geheime kracht binnen in zich ontdekt. Op korte tijd brengt hij het aan de top van de hiërarchie in zijn bedrijf waar hij kennismaakt met de irritante ceo Steve Lift (Armie Hammer). Zijn bloeiende carrière werpt serieuze bedenkingen op bij zijn vriendin Detroit (Tessa Thompson).

## Rolverdeling
| Acteur            | Personage                 |
| ----------------- | ------------------------- |
| Lakeith Stanfield | Cassius Green             |
| Tessa Thompson    | Detroit                   |
| Steven Yeun       | Squeeze                   |
| Jermaine Fowler   | Salvador                  |
| Armie Hammer      | Steve Lift                |
| Omari Hardwick    | Mr. _______               |
| Terry Crews       | Sergio                    |
| Kate Berlant      | Diana DeBauchery          |
| Danny Glover      | Langston                  |
| Forest Whitaker   | First Equisapien/Demarius |
| Rosario Dawson    | Stem in lift              |

## Release en ontvangst
Sorry to Bother You ging op 20 januari 2018 in première op het Sundance Film Festival in de U.S. Dramatic Competition. De film kreeg positieve kritieken van de filmcritici met een score van 95% op Rotten Tomatoes, gebaseerd op 154 beoordelingen.